# Cantonul Le Carbet
Cantonul Le Carbet este un canton din arondismentul Saint-Pierre, Martinica, Franța.

## Comune
| Comune        | Populație (1999) | Cod poștal | Cod INSEE |
| ------------- | ---------------- | ---------- | --------- |
| Le Carbet     | 3.798            | 97221      | 97204     |
| Le Morne-Vert | 1.843            | 97226      | 97233     |